# UK garage
UK garage (també conegut com a UKG o simplement garage) és una denominació genèrica que engloba diversos subgèneres que van sorgir a partir del house clàssic i del jungle a Gran Bretanya a la fi dels anys 90. Avui dia aquesta categoria musical engloba bàsicament quatre subgèneres: 2 step, grime, dubstep i bassline. La música Garage ha estat experimentant una mica de renaixement en els últims temps, especialment a Gran Bretanya, el 2 step ha deixat pas al dubstep i fórmules funkys. Alguns ho anomenen Future Garage o Post Garage. Sons trencats i astellats, melodies espacials, veus fantasmals. Alguns dels principals agitadors del nou so són Joy Orbison, Falty DL, Pinch, Pariah, Synkro.

## Artistes significatius
| - 187 Lockdown - Artful Dodger - MJ Cole - Craig David - Ms Dynamite - Todd Edwards - El-B | - Groove Chronicles - Horsepower Productions - Lisa Maffia - Oxide & Neutrino - So Solid Crew - The Streets - Zed Bias |